# Pelican Rapids
Pelican Rapids ist eine Stadt im Otter Tail County in Minnesota, Vereinigte Staaten. Das U.S. Census Bureau hat bei der Volkszählung 2020 eine Einwohnerzahl von 2.577 ermittelt.

## Geographie
Nach den Angaben des United States Census Bureaus hat die Stadt eine Fläche von 6,9 km², wovon 6,8 km² auf Land und 0,1 km² (= 1,87 %) auf Gewässer entfallen. Der Pelican River fließt durch Pelican Rapids.
U.S. Highway 59 und Minnesota State Route 108 führen durch Pelican Rapids. Der örtliche Flughafen ist der Pelican Rapids Municipal Airport.

## Demographie
Zum Zeitpunkt des United States Census 2000 bewohnten die Stadt 2374 Personen. Die Bevölkerungsdichte betrug 348,8 Personen pro km². Es gab 962 Wohneinheiten, durchschnittlich 141,8 pro km². Die Bevölkerung von Pelican Rapids bestand zu 60,43 % aus Weißen, 0,72 % Schwarzen oder African American, 1,93 % Native American, 1,58 % Asian, 1,04 % Pacific Islander, 6,76 % gaben an, anderen Rassen anzugehören und 4,54 % nannten zwei oder mehr Rassen. 23,59 % der Bevölkerung erklärten, Hispanos oder Latinos jeglicher Rasse zu sein.
Die Bewohner der Stadt verteilten sich auf 884 Haushalte, von denen in 33,1 % Kinder unter 18 Jahren lebten. 50,3 % der Haushalte stellten Verheiratete, 7,7 % hatten einen weiblichen Haushaltsvorstand ohne Ehemann und 36,8 % bildeten keine Familien. 33,5 % der Haushalte bestanden aus Einzelpersonen und in 19,2 % aller Haushalte lebte jemand im Alter von 65 Jahren oder mehr alleine. Die durchschnittliche Haushaltsgröße betrug 2,57 und die durchschnittliche Familiengröße 3,31 Personen.
Die Stadtbevölkerung verteilte sich auf 27,6 % Minderjährige, 8,7 % 18–24-Jährige, 25,2 % 25–44-Jährige, 17,4 % 45–64-Jährige und 21,1 % im Alter von 65 Jahren oder mehr. Das Durchschnittsalter betrug 36 Jahre. Auf jeweils 100 Frauen entfielen 97,2 Männer. Bei den über 18-Jährigen entfielen auf 100 Frauen 94,6 Männer.
Das mittlere Haushaltseinkommen in Pelican Rapids betrug 27.232 US-Dollar und das mittlere Familieneinkommen erreichte die Höhe von 36.970 US-Dollar. Das Durchschnittseinkommen der Männer betrug 23.750 US-Dollar, gegenüber 20.645 US-Dollar bei den Frauen. Das Pro-Kopf-Einkommen in der Stadt war 13.669 US-Dollar. 15,8 % der Bevölkerung und 9,5 % der Familien hatten ein Einkommen unterhalb der Armutsgrenze, davon waren 20,4 % der Minderjährigen und 18,7 % der Altersgruppe 65 Jahre und mehr betroffen.